# Plessis-de-Roye
Plessis-de-Roye, appelée également Plessier-de-Roye comme écrit sur le panneau d'entrée du village, est une commune française située dans le département de l'Oise en région Hauts-de-France.

## Géographie

### Localisation
Le village de Plessis-de-Roye est situé en France, à 21 km au sud-est de Montdidier, 18 km au nord de Compiègne et 13 km à l'ouest de Noyon. Il est accessible depuis l'autoroute A1.
La partie sud-ouest de la commune est boisée, et le village est adossé aux coteaux qui occupent la région méridionale de l'ancien canton de Lassigny.

### Communes limitrophes

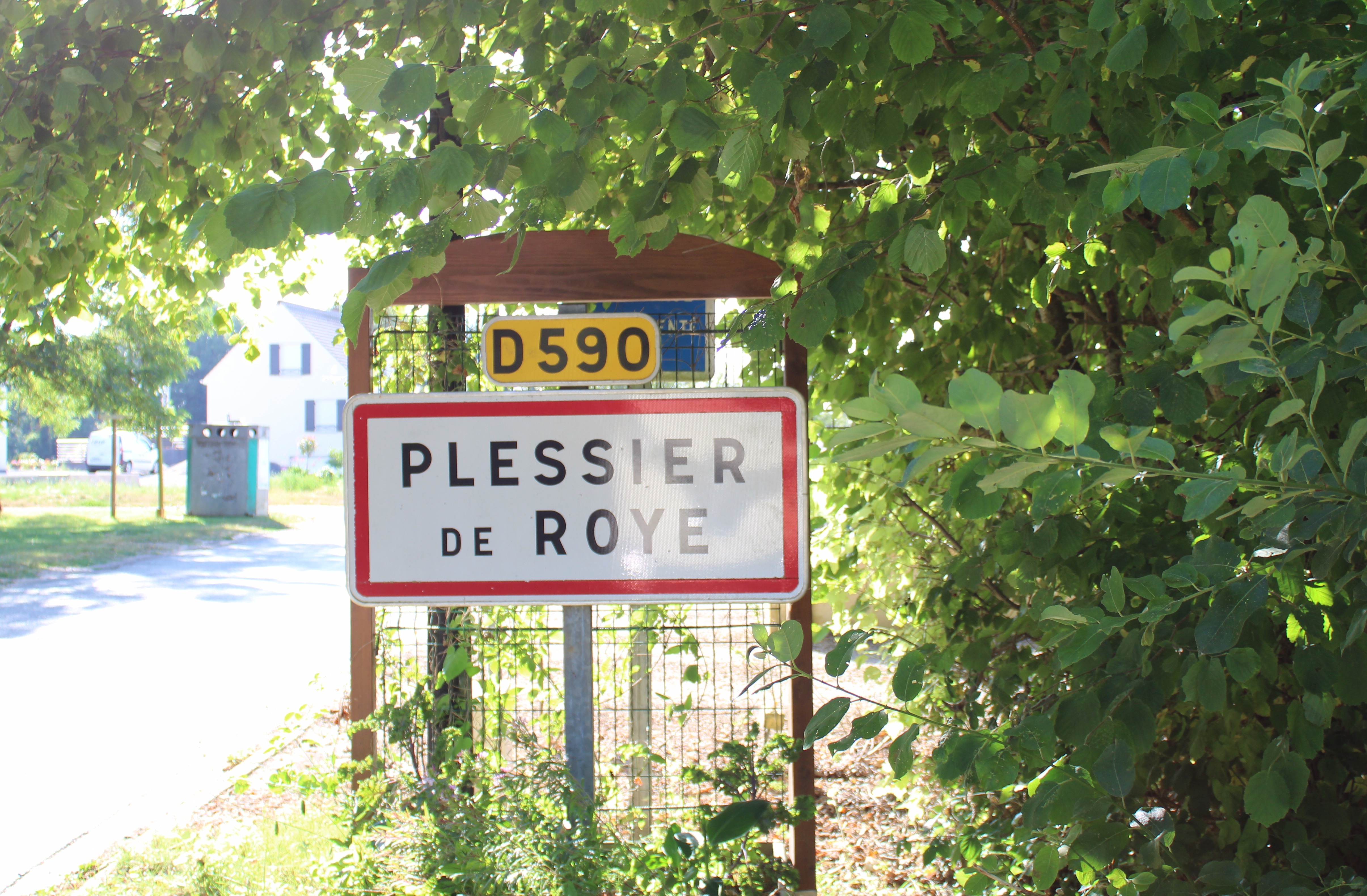
Entrée du village: Plessier-de-Roye ou Plessis-de-Roye.

### Hameaux et écarts
Écart : Belval, en continuité de celui de celui du Petit-Bocage, qui se trouve dans la commune de Thiescourt.

### Hydrographie

#### Réseau hydrographique
La commune est située dans le bassin Seine-Normandie. Elle est drainée par la Divette, la Broyette et le ruisseau des Pres de Vienne,,.
La Divette, d'une longueur de 15 km, prend sa source dans la commune  et se jette  dans l'Oise à Pont-l'Évêque, après avoir traversé dix communes,.

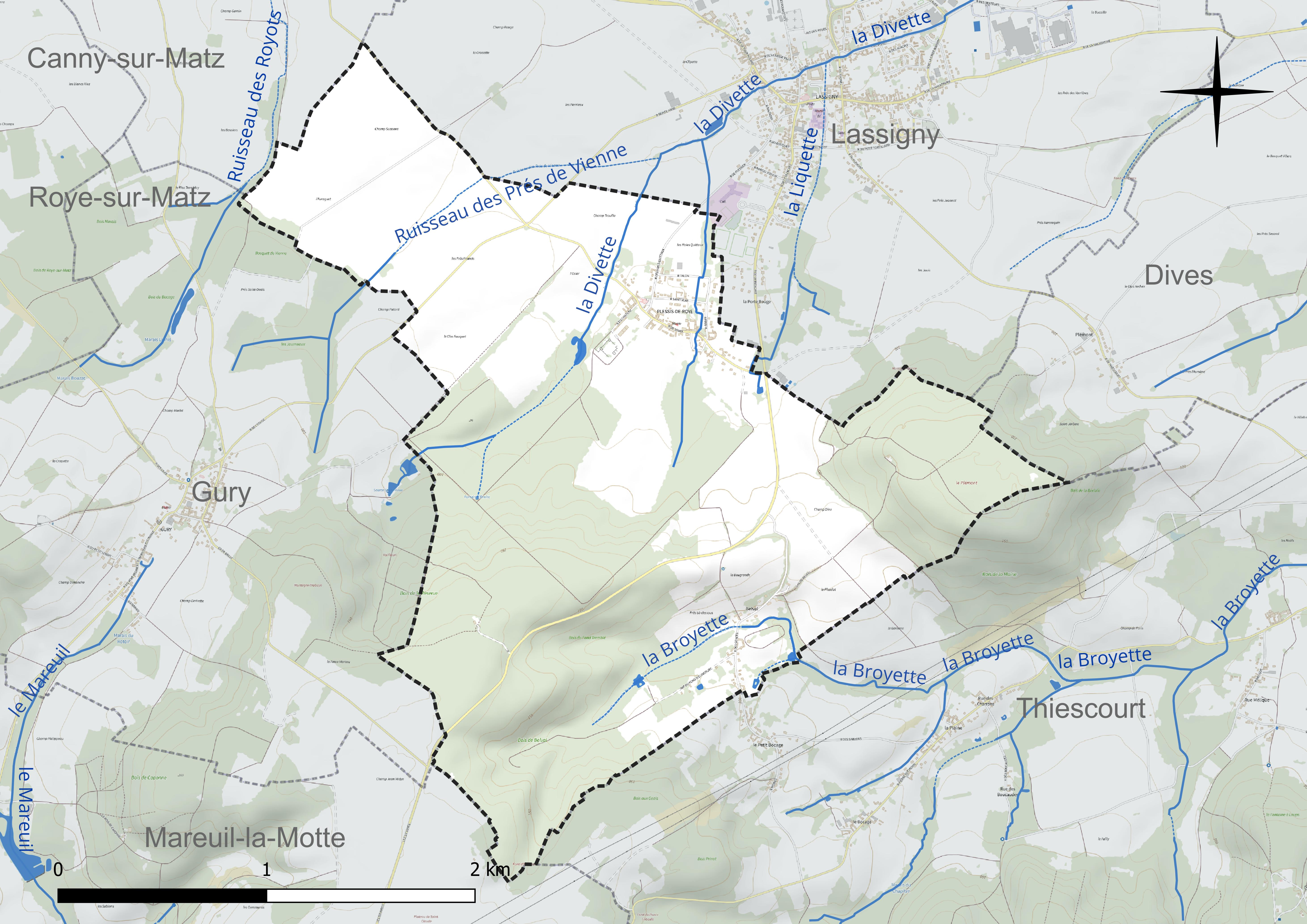
Réseau hydrographique de Plessis-de-Roye.

#### Gestion et qualité des eaux
Le territoire communal est couvert par le schéma d'aménagement et de gestion des eaux (SAGE) « Sensée ». Ce document de planification concerne un territoire de 1 013 km2 de superficie, délimité par le bassin versant de l'Oise moyenne. Le périmètre a été arrêté le 24 avril 2017 et le SAGE est, en 2024, encore en élaboration. La structure porteuse de l'élaboration et de la mise en œuvre est le syndicat mixte du SAGE Oise-Moyenne (SMOM). 
La qualité des cours d'eau peut être consultée sur un site dédié géré par les agences de l'eau et l'Agence française pour la biodiversité. 

### Climat
Pour des articles plus généraux, voir Climat des Hauts-de-France et Climat de l'Oise.
En 2010, le climat de la commune est de type climat océanique dégradé des plaines du Centre et du Nord, selon une étude du CNRS s'appuyant sur une série de données couvrant la période 1971-2000. En 2020, Météo-France publie une typologie des climats de la France métropolitaine dans laquelle la commune est exposée à un climat océanique et est dans la région climatique  Nord-est du bassin Parisien, caractérisée par un ensoleillement médiocre, une pluviométrie moyenne régulièrement répartie au cours de l'année et un hiver froid (3 °C). 
Pour la période 1971-2000, la température annuelle moyenne est de 10,6 °C, avec une amplitude thermique annuelle de 14,6 °C. Le cumul annuel moyen de précipitations est de 722 mm, avec 11,4 jours de précipitations en janvier et 8,3 jours en juillet. Pour la période 1991-2020, la température moyenne annuelle observée sur la station météorologique la plus proche, située sur la commune de Margny-lès-Compiègne à 17 km à vol d'oiseau, est de 11,2 °C et le cumul annuel moyen de précipitations est de 633,5 mm,. Pour l'avenir, les paramètres climatiques de la commune estimés pour 2050 selon différents scénarios d'émission de gaz à effet de serre sont consultables sur un site dédié publié par Météo-France en novembre 2022.

## Urbanisme

### Typologie
Au 1er janvier 2024, Plessis-de-Roye est catégorisée commune rurale à habitat dispersé, selon la nouvelle grille communale de densité à sept niveaux définie par l'Insee en 2022.
Elle est située hors unité urbaine. Par ailleurs la commune fait partie de l'aire d'attraction de Compiègne, dont elle est une commune de la couronne,. Cette aire, qui regroupe 101 communes, est catégorisée dans les aires de 50 000 à moins de 200 000 habitants,.

### Occupation des sols
L'occupation des sols de la commune, telle qu'elle ressort de la base de données européenne d'occupation biophysique des sols Corine Land Cover (CLC), est marquée par l'importance des territoires agricoles (47,6 % en 2018), en diminution par rapport à 1990 (50,3 %). La répartition détaillée en 2018 est la suivante : 
forêts (46 %), terres arables (43,1 %), zones urbanisées (6,4 %), prairies (3,9 %), zones agricoles hétérogènes (0,5 %). L'évolution de l'occupation des sols de la commune et de ses infrastructures peut être observée sur les différentes représentations cartographiques du territoire : la carte de Cassini (XVIIIe siècle), la carte d'état-major (1820-1866) et les cartes ou photos aériennes de l'IGN pour la période actuelle (1950 à aujourd'hui).

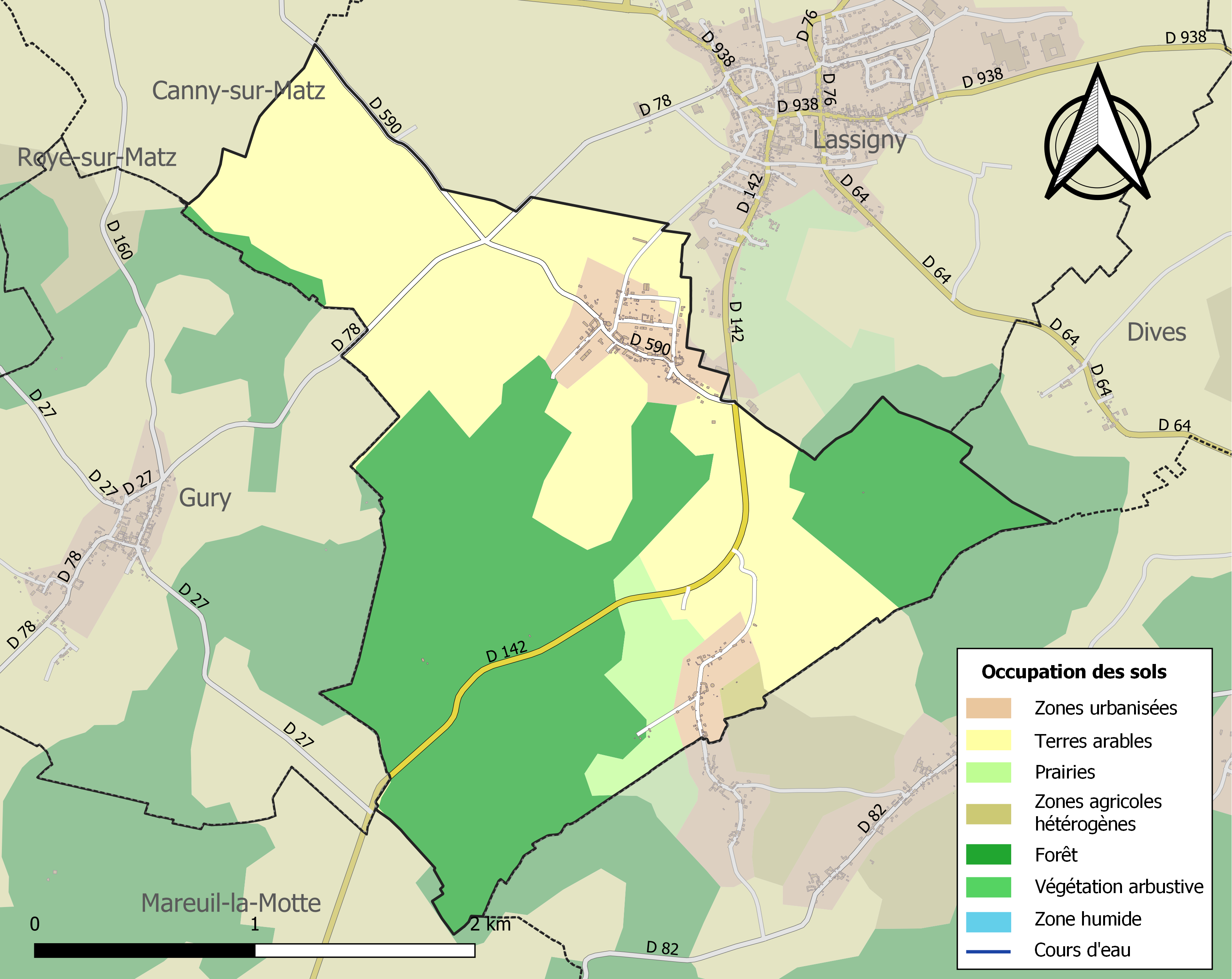
Carte des infrastructures et de l'occupation des sols de la commune en 2018 (CLC).

### Voies de communication et transports
La commune est desservie, en 2023, par les lignes 664, 674 et 6307 du réseau interurbain de l'Oise.

## Toponymie
Le village s'est appelé le Plessis-de-Roye, Plessier-de-Roye, Plessis-Belval, le Plaissier, Plaissis
Durant la Révolution, la commune porte le nom de Plessis-Belval.
Le Plessis : lieu ou un terrain clos à l'aide de haies ou d'éléments faits de branches tressées entrelacées.

## Histoire

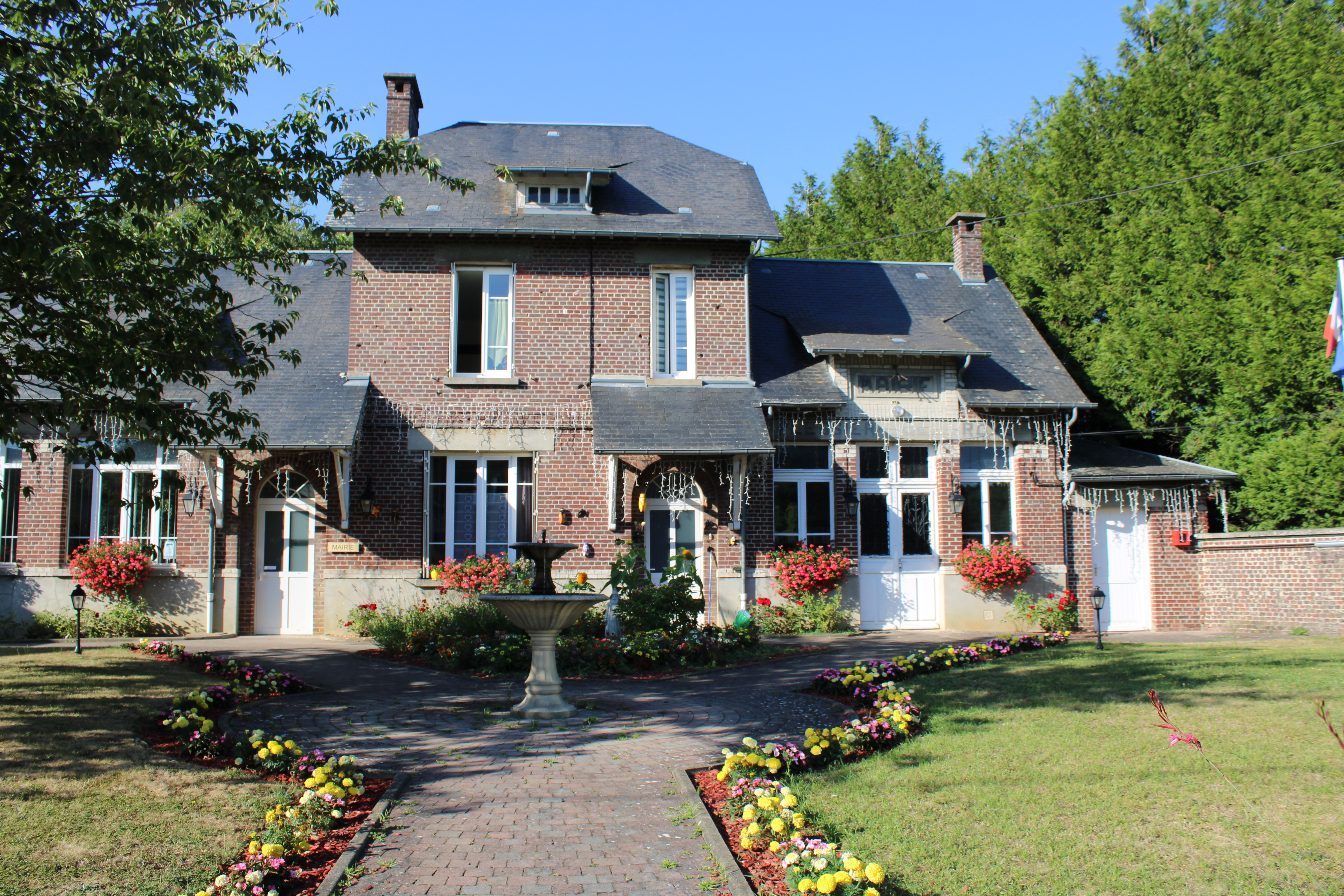
La mairie.

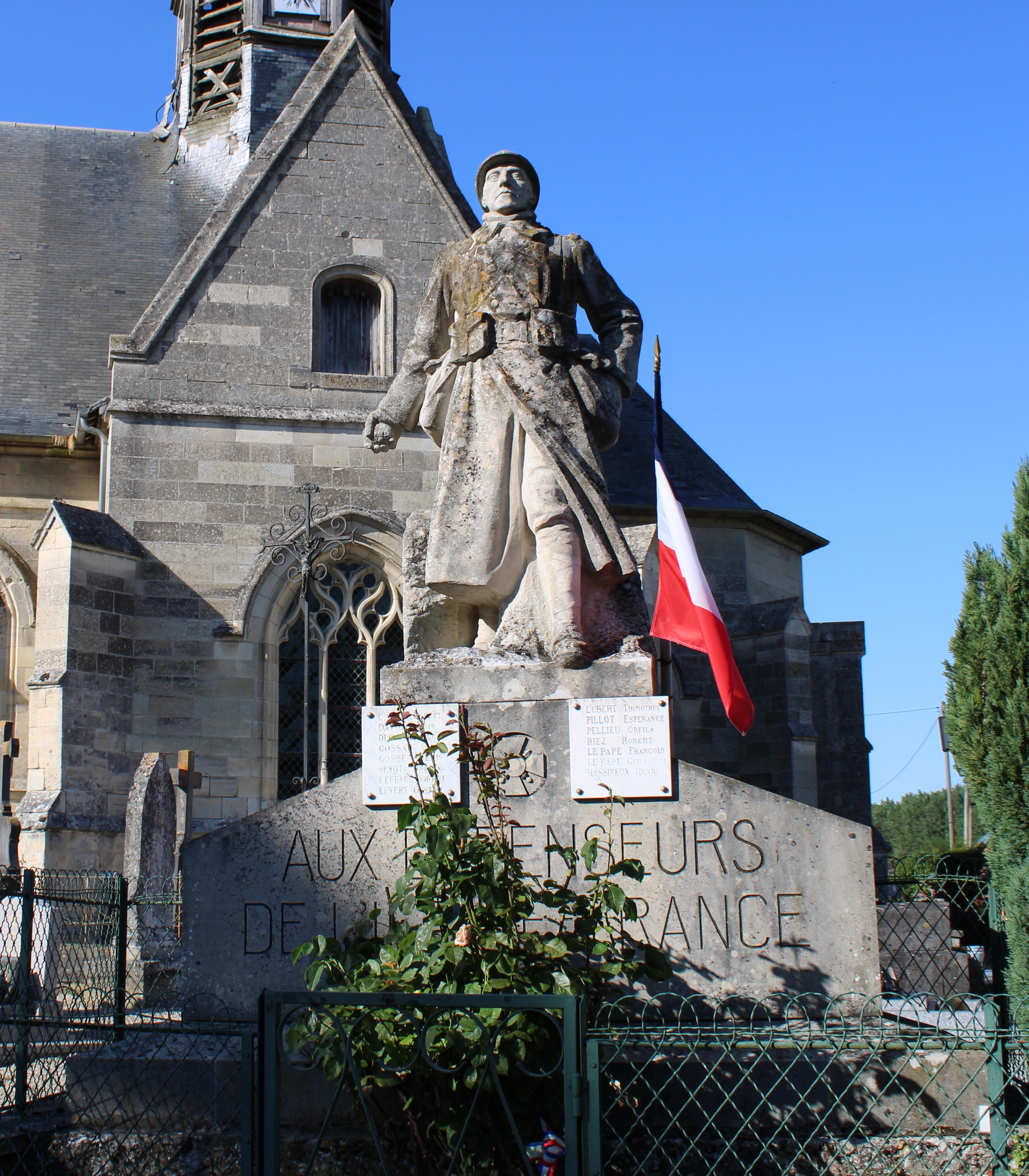
Le monument aux morts.

### Première Guerre mondiale
La commune a été fortement touchée par les combats de la Première Guerre mondiale lors desquels le château a été totalement détruit,,.
François Flameng, peintre officiel de l'armée a immortalisé ces durs combats dans de nombreux croquis et dessins qui furent publiés par la revue L'Illustration.
Le 10 juin 1918, le 9e régiment de cuirassiers perd 4 915 hommes vers Plessis-de-Roye, durant la bataille du Matz, qui s'est déroulée du 5 au 13 juillet 1918 dans les environs de la Matz, dans le cadre plus général de la seconde bataille de la Marne.
Le village est considéré comme détruit à la fin de la guerre, et a  été décoré de la Croix de guerre 1914-1918, le 15 février 1921.

## Politique et administration

### Rattachements administratifs et électoraux
La commune se trouve dans l'arrondissement de Compiègne du département de l'Oise. Pour l'élection des députés, elle fait partie depuis 1988 de la sixième circonscription de l'Oise.
Elle faisait partie depuis 1793  du canton de Lassigny. Dans le cadre du redécoupage cantonal de 2014 en France, la commune est désormais intégrée au canton de Thourotte.

### Intercommunalité
La commune est membre de la communauté de communes du Pays des Sources, créée fin 1996.

### Liste des maires
| Période                                  | Période                       | Identité     | Étiquette | Qualité                                                                                      |
| ---------------------------------------- | ----------------------------- | ------------ | --------- | -------------------------------------------------------------------------------------------- |
| Les données manquantes sont à compléter. |                               |              |           |                                                                                              |
| juin 1995                                | En cours (au 26 janvier 2019) | Patrick Peyr |           | Employé Vice-président de la CC du Pays des Sources (2014 → ) Réélu pour le mandat 2014-2020 |

## Population et société

### Démographie

#### Évolution démographique
L'évolution du nombre d'habitants est connue à travers les recensements de la population effectués dans la commune depuis 1793. Pour les communes de moins de 10 000 habitants, une enquête de recensement portant sur toute la population est réalisée tous les cinq ans, les populations de référence des années intermédiaires étant quant à elles estimées par interpolation ou extrapolation. Pour la commune, le premier recensement exhaustif entrant dans le cadre du nouveau dispositif a été réalisé en 2008.

En 2022, la commune comptait 240 habitants, en évolution de +3 % par rapport à 2016 (Oise : +0,87 %, France hors Mayotte : +2,11 %).
| 1793 | 1800 | 1806 | 1821 | 1831 | 1836 | 1841 | 1846 | 1851 |
| ---- | ---- | ---- | ---- | ---- | ---- | ---- | ---- | ---- |
| 319  | 306  | 355  | 345  | 377  | 382  | 382  | 381  | 382  |

| 1856 | 1861 | 1866 | 1872 | 1876 | 1881 | 1886 | 1891 | 1896 |
| ---- | ---- | ---- | ---- | ---- | ---- | ---- | ---- | ---- |
| 363  | 366  | 378  | 359  | 326  | 307  | 299  | 280  | 275  |

| 1901 | 1906 | 1911 | 1921 | 1926 | 1931 | 1936 | 1946 | 1954 |
| ---- | ---- | ---- | ---- | ---- | ---- | ---- | ---- | ---- |
| 237  | 237  | 281  | 113  | 154  | 166  | 156  | 139  | 144  |

| 1962 | 1968 | 1975 | 1982 | 1990 | 1999 | 2006 | 2008 | 2013 |
| ---- | ---- | ---- | ---- | ---- | ---- | ---- | ---- | ---- |
| 119  | 116  | 121  | 107  | 147  | 193  | 225  | 234  | 236  |

| 2018 | 2022 | - | - | - | - | - | - | - |
| ---- | ---- | - | - | - | - | - | - | - |
| 232  | 240  | - | - | - | - | - | - | - |

#### Pyramide des âges
La population de la commune est relativement jeune.
En 2018, le taux de personnes d'un âge inférieur à 30 ans s'élève à 31,9 %, soit en dessous de la moyenne départementale (37,3 %). À l'inverse, le taux de personnes d'âge supérieur à 60 ans est de 22,8 % la même année, alors qu'il est de 22,8 % au niveau départemental.
En 2018, la commune comptait 111 hommes pour 121 femmes, soit un taux de 52,16 % de femmes, légèrement supérieur au taux départemental (51,11 %).
Les pyramides des âges de la commune et du département s'établissent comme suit.
| Hommes | Classe d’âge | Femmes |
| ------ | ------------ | ------ |
| 0,0    | 90 ou +      | 0,0    |
| 5,4    | 75-89 ans    | 3,3    |
| 19,8   | 60-74 ans    | 17,4   |
| 21,6   | 45-59 ans    | 28,9   |
| 22,5   | 30-44 ans    | 17,4   |
| 12,6   | 15-29 ans    | 10,7   |
| 18,0   | 0-14 ans     | 22,3   |

| Hommes | Classe d’âge | Femmes |
| ------ | ------------ | ------ |
| 0,5    | 90 ou +      | 1,4    |
| 5,5    | 75-89 ans    | 7,6    |
| 15,6   | 60-74 ans    | 16,3   |
| 20,8   | 45-59 ans    | 20     |
| 19,4   | 30-44 ans    | 19,4   |
| 17,6   | 15-29 ans    | 16,2   |
| 20,6   | 0-14 ans     | 19,1   |

### Enseignement
Les enfants du village sont scolarisés à Lassigny, ainsi que ceux de Crapeaumesnil, Fresnières, Gury.

## Culture locale et patrimoine

### Lieux et monuments
- Église Saint-Jean-Baptiste[35], détruite presque totalement durant la Guerre 14-18[36], et refaite à l'identique en 1930-32 par l'architecte A.Collin, classée monument historique, ainsi que ses fonts baptismaux[37].
- Ruines du château, construit à partir du XVe siècle, initialement en style Renaissance et détruit pendant la Première Guerre mondiale[38],[39],[40]

- Monuments aux libérateurs de la France, inauguré le 7 juin 1921 par le maréchal Foch, le monument aux défenseurs de l'Île de France rend aussi hommage aux enfants de la commune morts au champ d'honneur[réf. nécessaire].

### L'église St-Jean-Baptiste

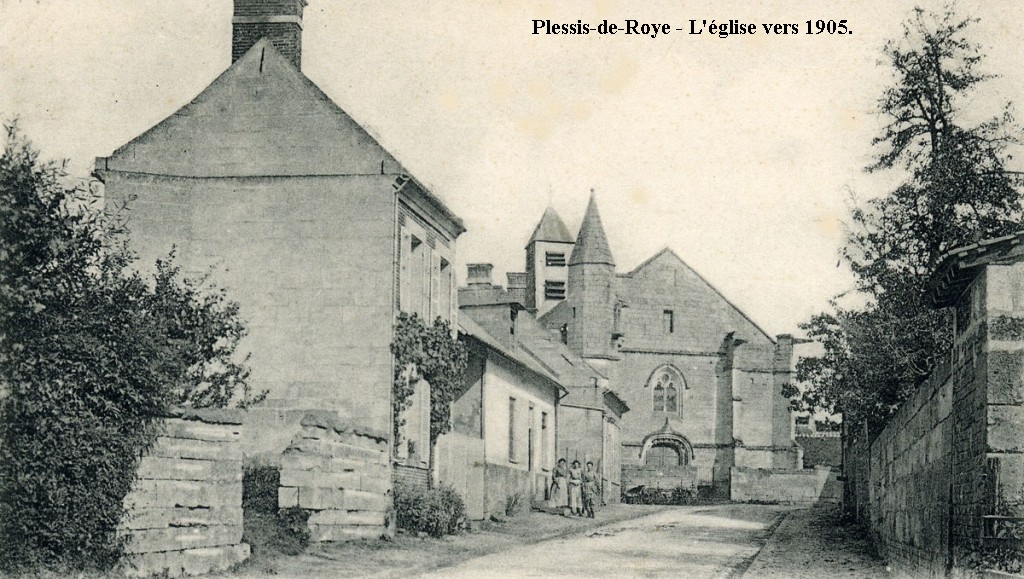
Carte postale de l'église avant 1914.
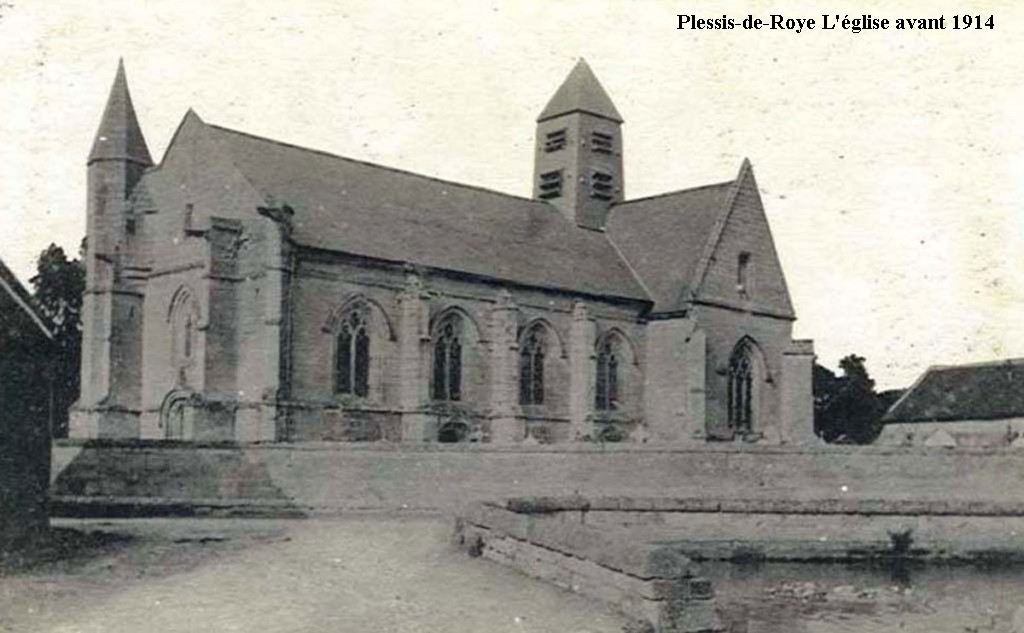
Vue de l'église l'église avant 1914.
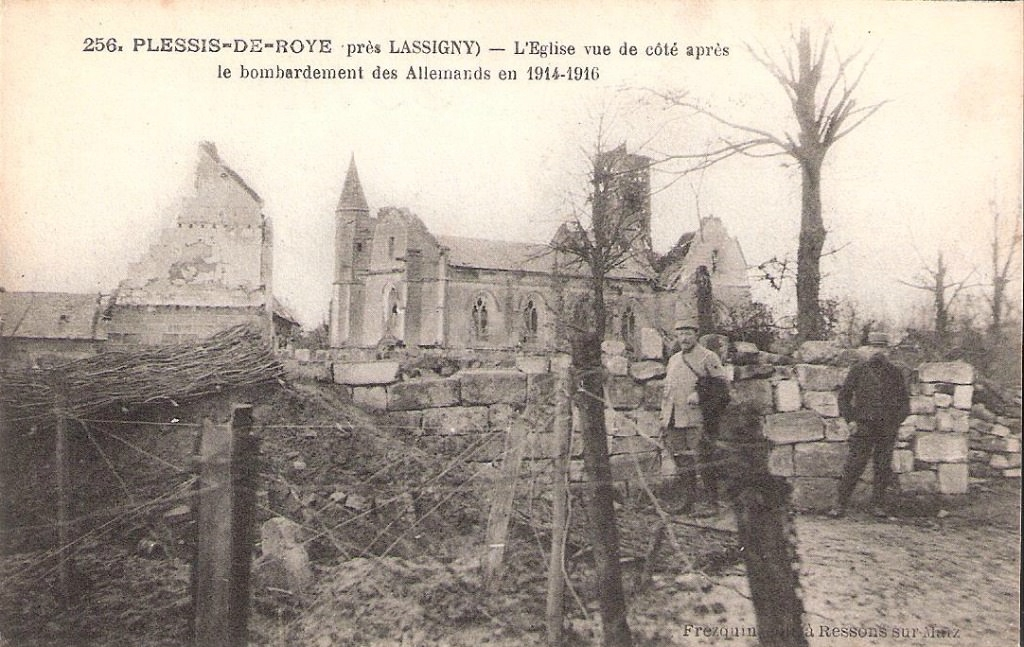
L'église en 1914 après les premiers bombardements: le clocher est encore debout ainsi que la façade .
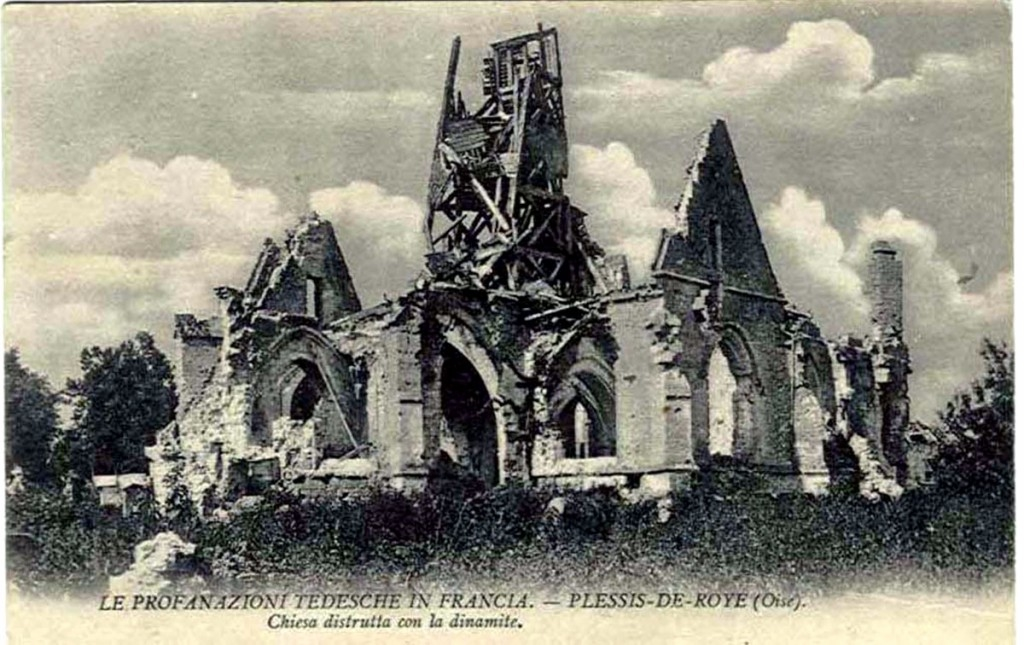
L'église en 1917.
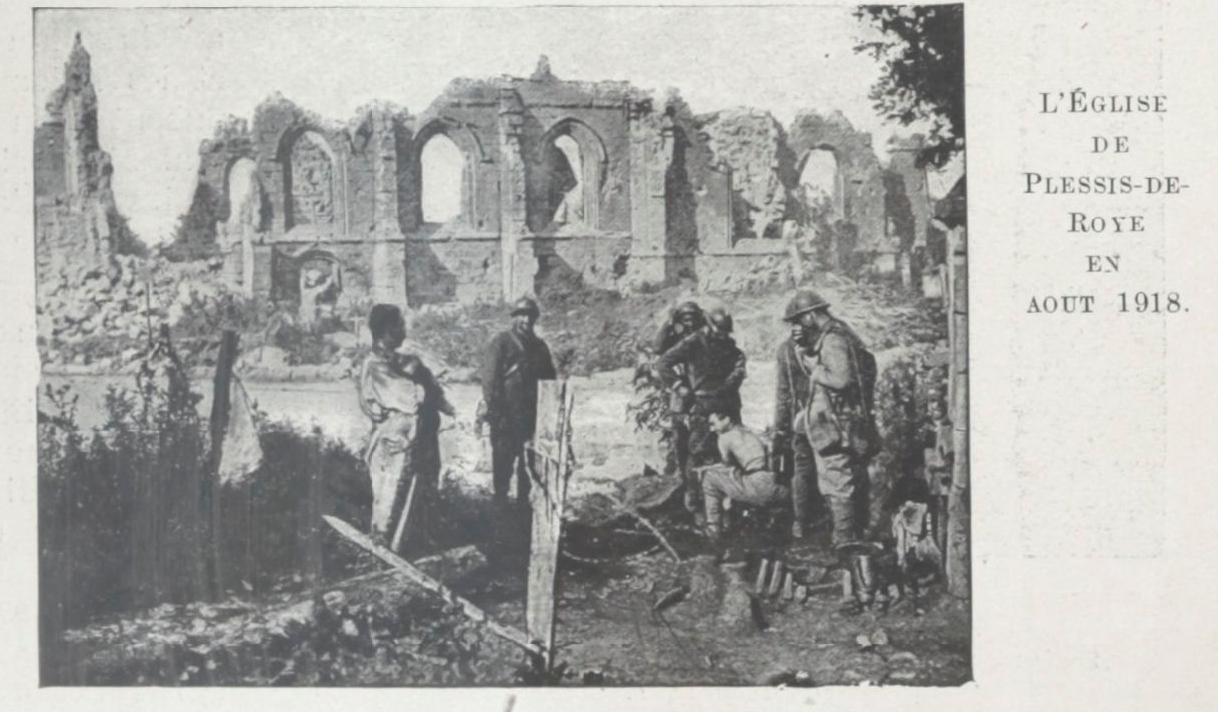
Etat de l'église à la fin de la guerre.

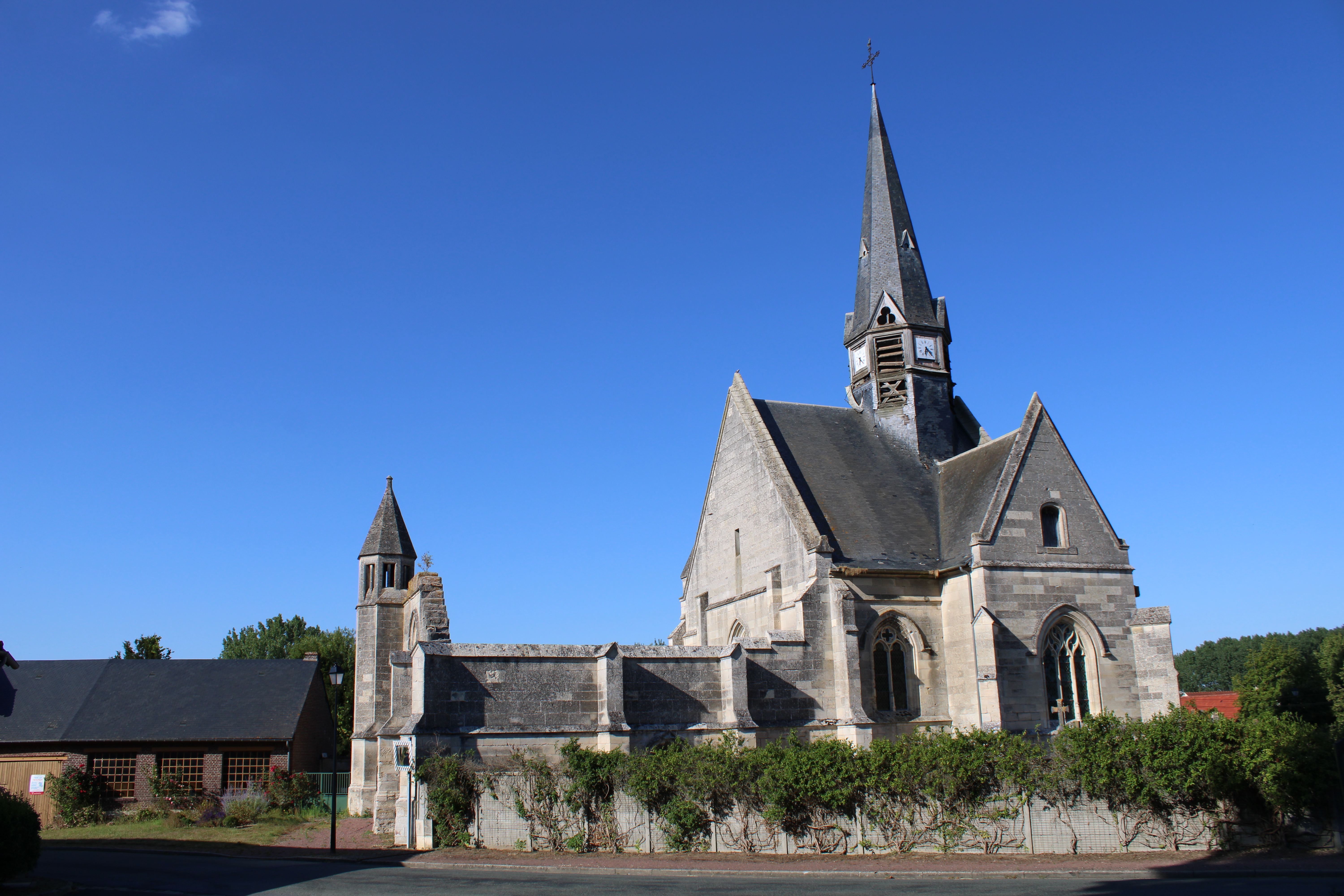
L'église en 2019.
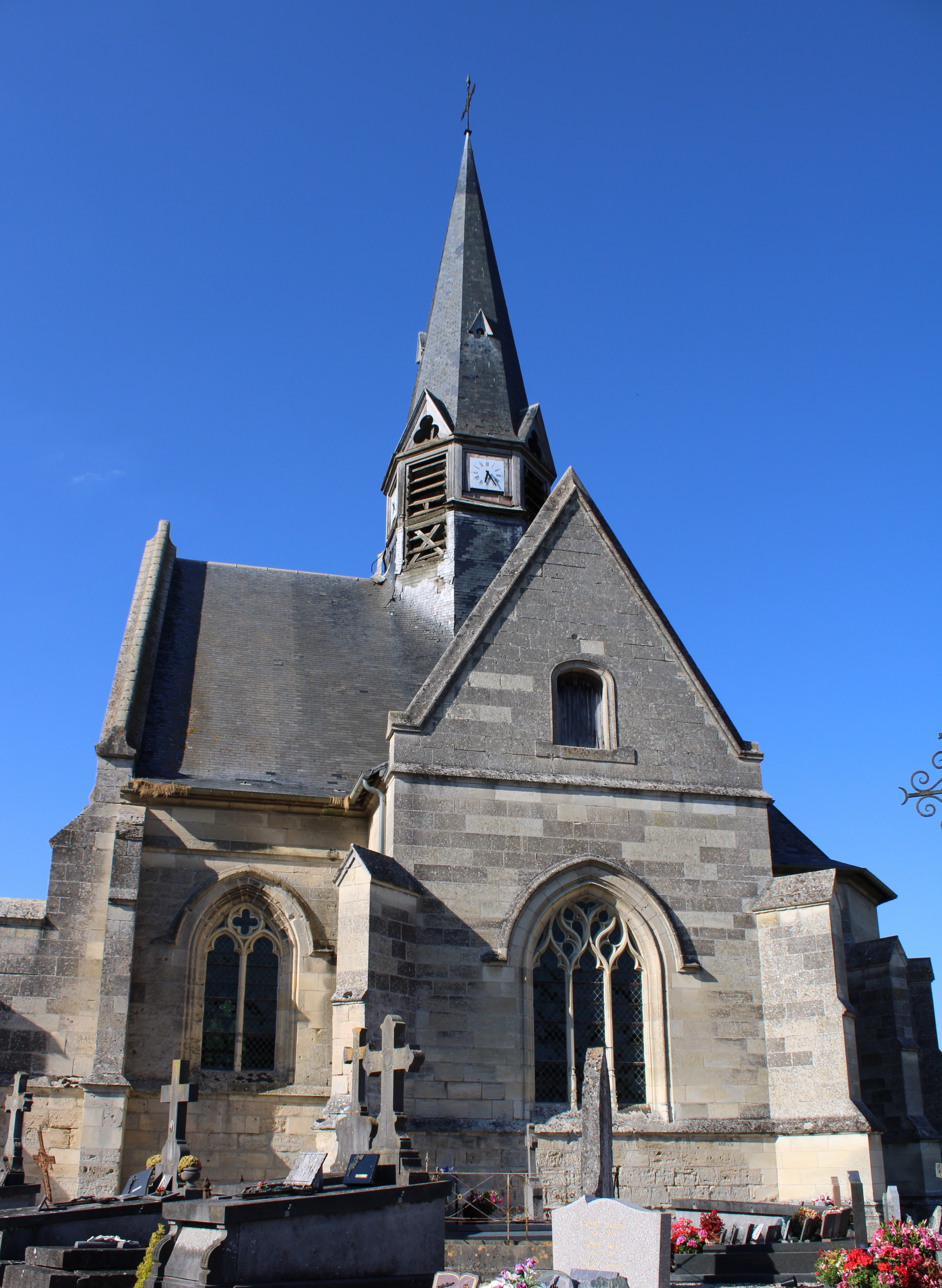
.
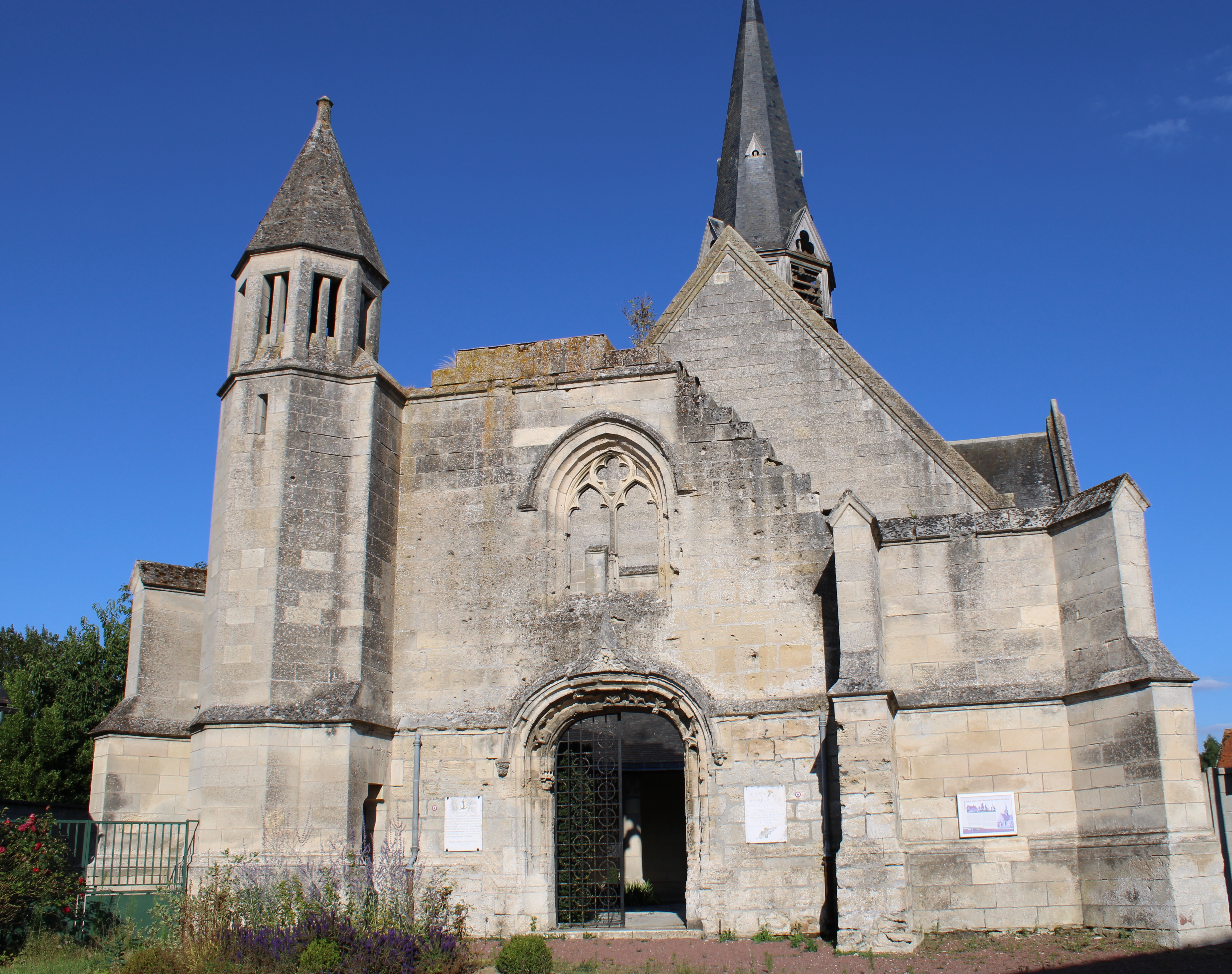
La façade.
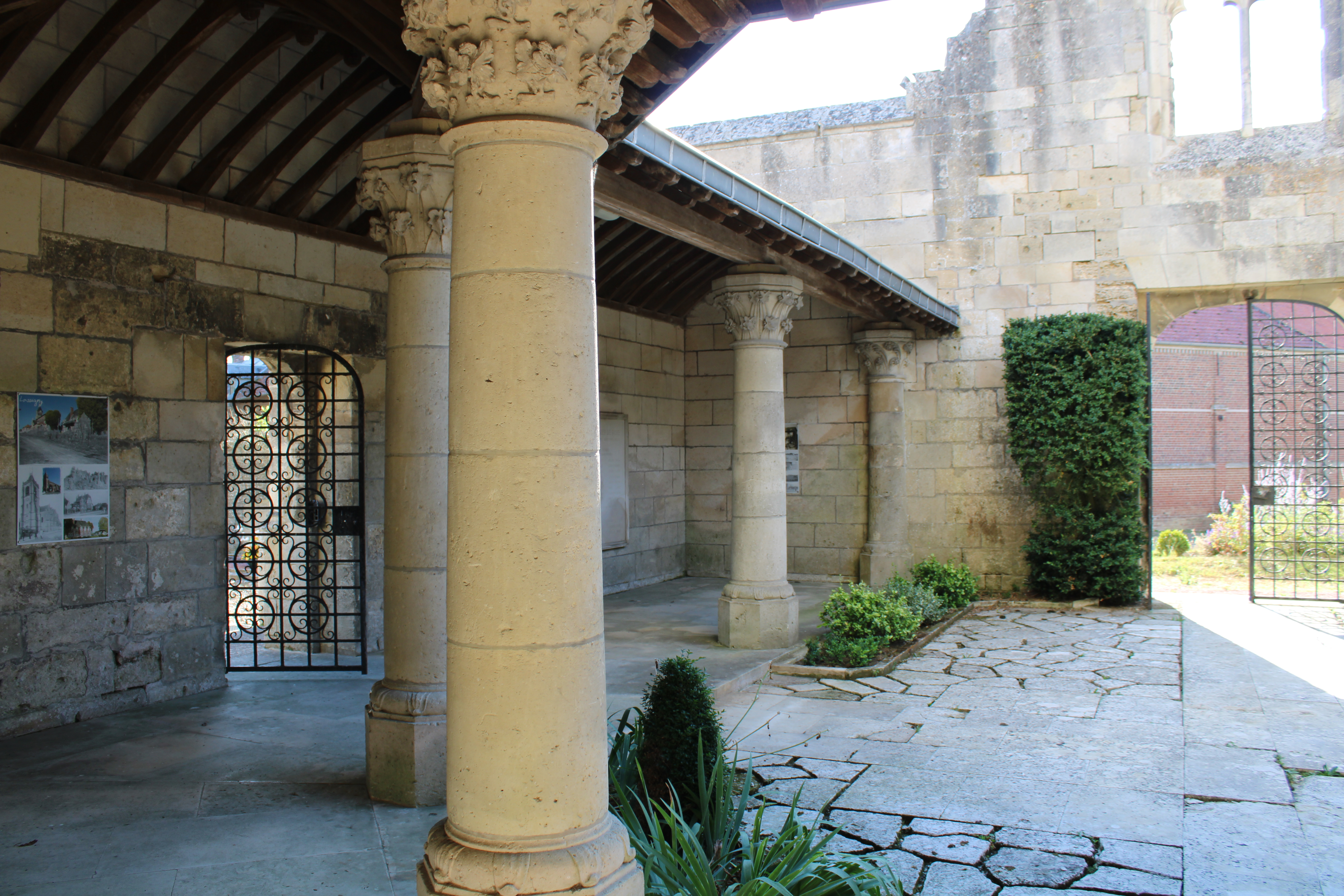
Le cloître.
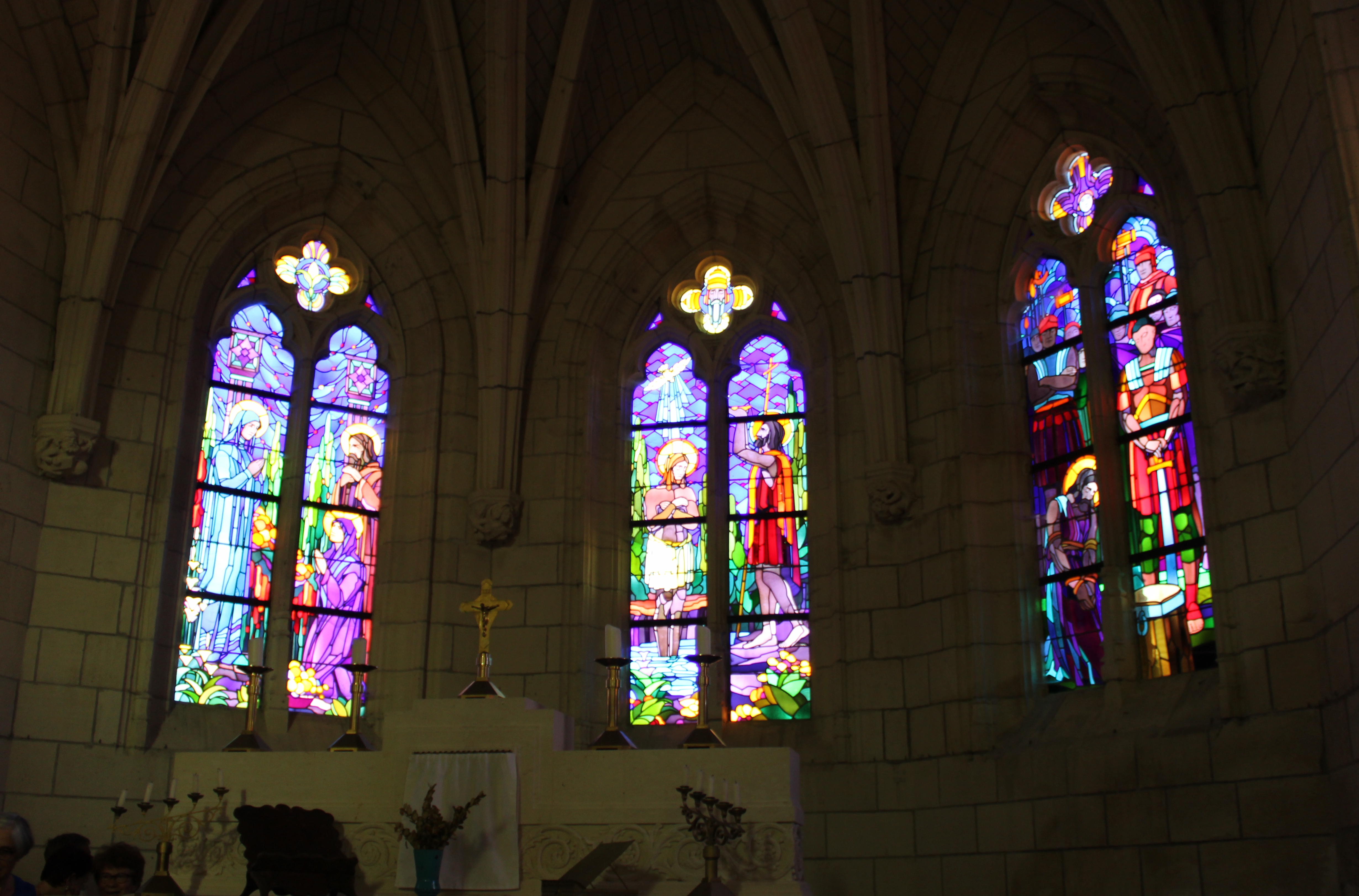
Les vitraux du chevet.

### Personnalités liées à la commune
- Louis Ier de Bourbon-Condé (1530-1569), prince de Condé, duc d'Enghien, prince du sang de la Maison de Bourbon, chef protestant, mort assassiné à la bataille de Jarnac. Il épousa à Plessis-de-Roye le 22 juin 1551, Éléonore de Roye (1535-1564), protestante, fille de Charles de Roye, comte de Roucy, et ils eurent sept enfants.
- Antoine-Marie-Julien-Charles-Ghislain de Héricourt (1777-1843), comte de Héricourt, maire du Plessis-de-Roye, né à Amiens et décédé à Schwalbach, Allemagne[réf. nécessaire].
- Alain-Anne-Marie-Léonce du Pontavice du Vaugarny (1903-1983), maire du Plessis-de-Roye[Quand ?], né à Boussay (Indre-et-Loire) et décédé à Plesis-de-Roye[réf. nécessaire].

### Héraldique
| Armes de Plessis-de-Roye | Les armes de Plessis-de-Roye se blasonnent ainsi : D'azur à trois fleurs de lis d'or, au bâton de gueules péri en bande. |